# Xian de Tahe
Le xian de Tahe (塔河县 ; pinyin : Tǎhé Xiàn) est un district administratif de la province du Heilongjiang en Chine. Il est placé sous la juridiction de la Préfecture de Daxing'anling.

## Démographie
La population du district était de 106 732 habitants en 1999.